# Kersbeek-Miskom
Kersbeek-Miskom is een plaats in de Belgische provincie Vlaams-Brabant en een deelgemeente van Kortenaken. De deelgemeente bestaat uit Kersbeek in het zuidwesten en Miskom in het noordoosten. In het noordwesten ligt nog het gehucht Vroente. Van beide dorpen en parochies wordt gezegd dat de oorspronkelijke dorpskern elders lag. Het zou gaan om heel oude sites. Kersbeek-Miskom was een zelfstandige gemeente tot aan de gemeentelijke herindeling van 1977.

## Geografie
De zuidgrens van Kersbeek-Miskom wordt gevormd door de Velp.

## Geschiedenis
Op de Ferrariskaart uit de jaren 1770 staan de plaatsen aangeduid als de dorpen Kersbeeck en Miscum. Op het eind van het ancien régime werden Kersbeek en Miskom beide een gemeente. In 1825 werden beide gemeenten echter al verenigd in de nieuwe gemeente Kersbeek-Miskom.
In 1977 werd Kersbeek-Miskom een deelgemeente van fusiegemeente Kortenaken.

## Demografische ontwikkeling
- Bronnen:NIS, Opm:1831 tot en met 1970=volkstellingen; 1976 = inwoneraantal op 31 december

## Bezienswaardigheden
- De Sint-Servatiuskerk in Kersbeek
- De schandpaal aan de achterzijde van het kasteel van Kersbeek. Hij staat nu net buiten het domein, kort bij een hoeve.
- De Sint-Germanuskerk in Miskom: in deze niet langer voor kerkdiensten gebruikte kerk vind je momenteel een deel van de collectie van het museum voor volksdevotie, de rest van de collectie vind je in de aanpalende gebouwen van het parochiecentrum.
- Het Kasteel van Kersbeek, met zijn vijvers en historische park. Hier zou ook een motte hebben gestaan.
- Miskom kent één niet meer in werking zijnde watermolen op de Velp, en ook de sinds 2025 opnieuw draaiende Aranautsmolen [2]
- Het Sint-Rochuskapelleke in Miskom en het kapelletje van OLV van de Roos langs een veldweg in de buurt van het kasteel Hogemeyer.
- Het kasteel Hogemeyer ontstond rond 1750 uit de verbouwing van een omwalde hoeve door de familie de l'Escaille. Rond 1859 liet Emile Joseph De Turck de Kersbeek een neogotische kapel toevoegen, en iets verder op het domein een U-vormige kasteelhoeve. De heerlijkheid zelf bestond al in 1323 onder de naam hof van Landeloos.[3] De laatste eigenaars heetten Van Innis. Zij hadden zelf geen plannen met het kasteel.  Hoewel het uiteindelijk een sterk geplunderde ruïne werd, na een zoveelste in de steek gelaten renovatieproject, en zelfs een bekende plek voor urbexers, wordt de kasteelsite nu toch grondig gerenoveerd.

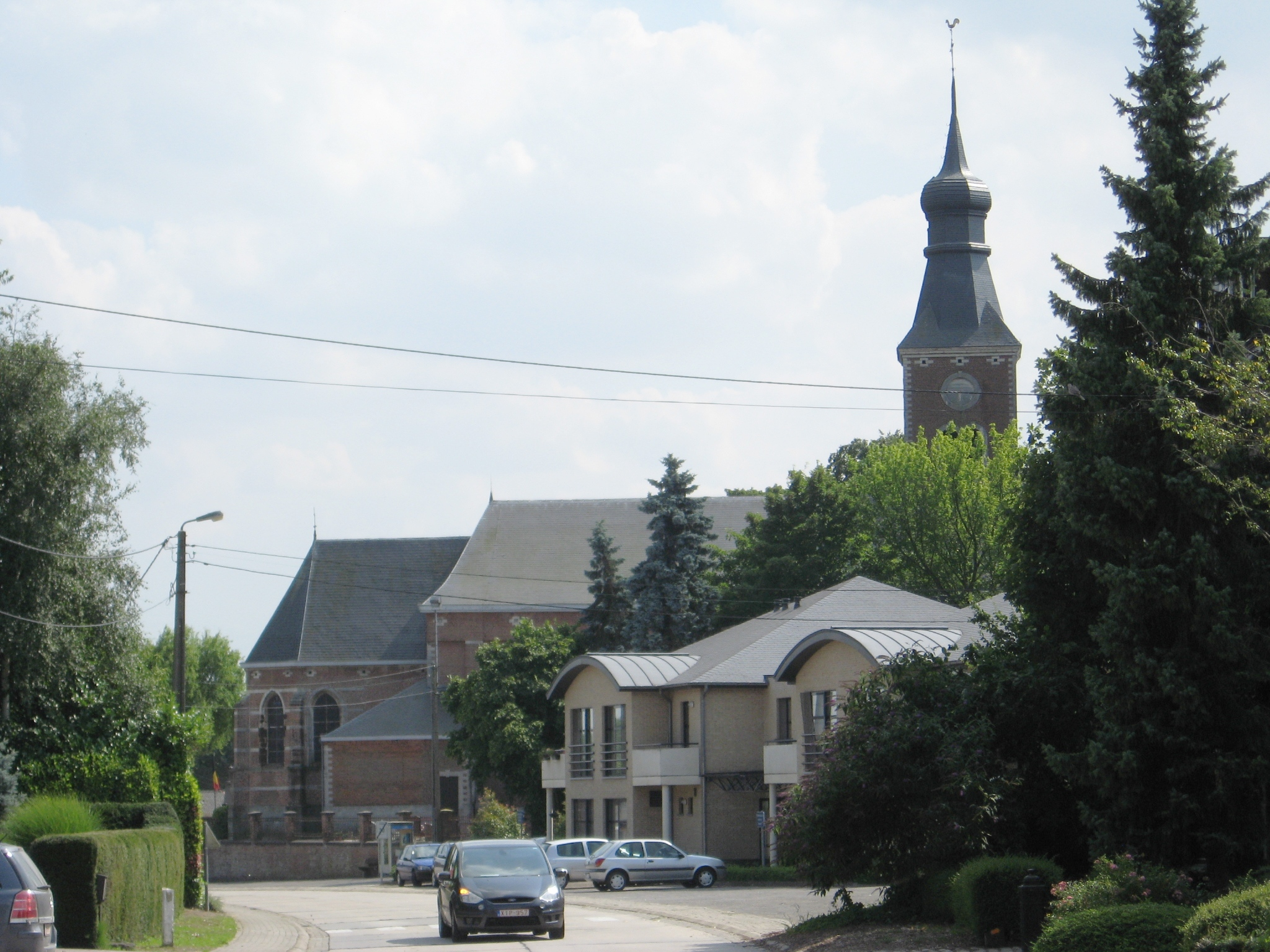
Sint-Servatiuskerk van Kersbeek
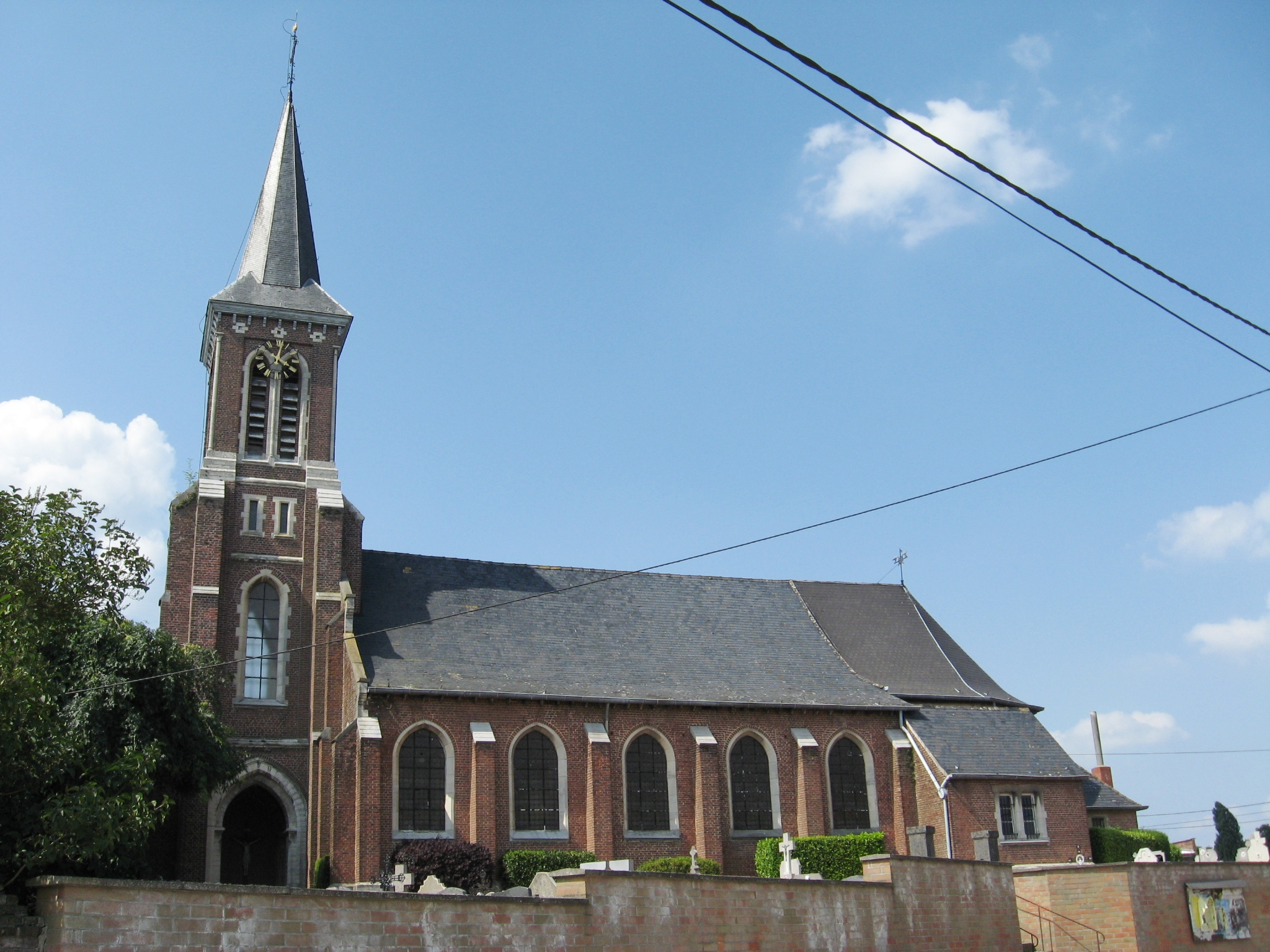
Sint-Germanuskerk van Miskom
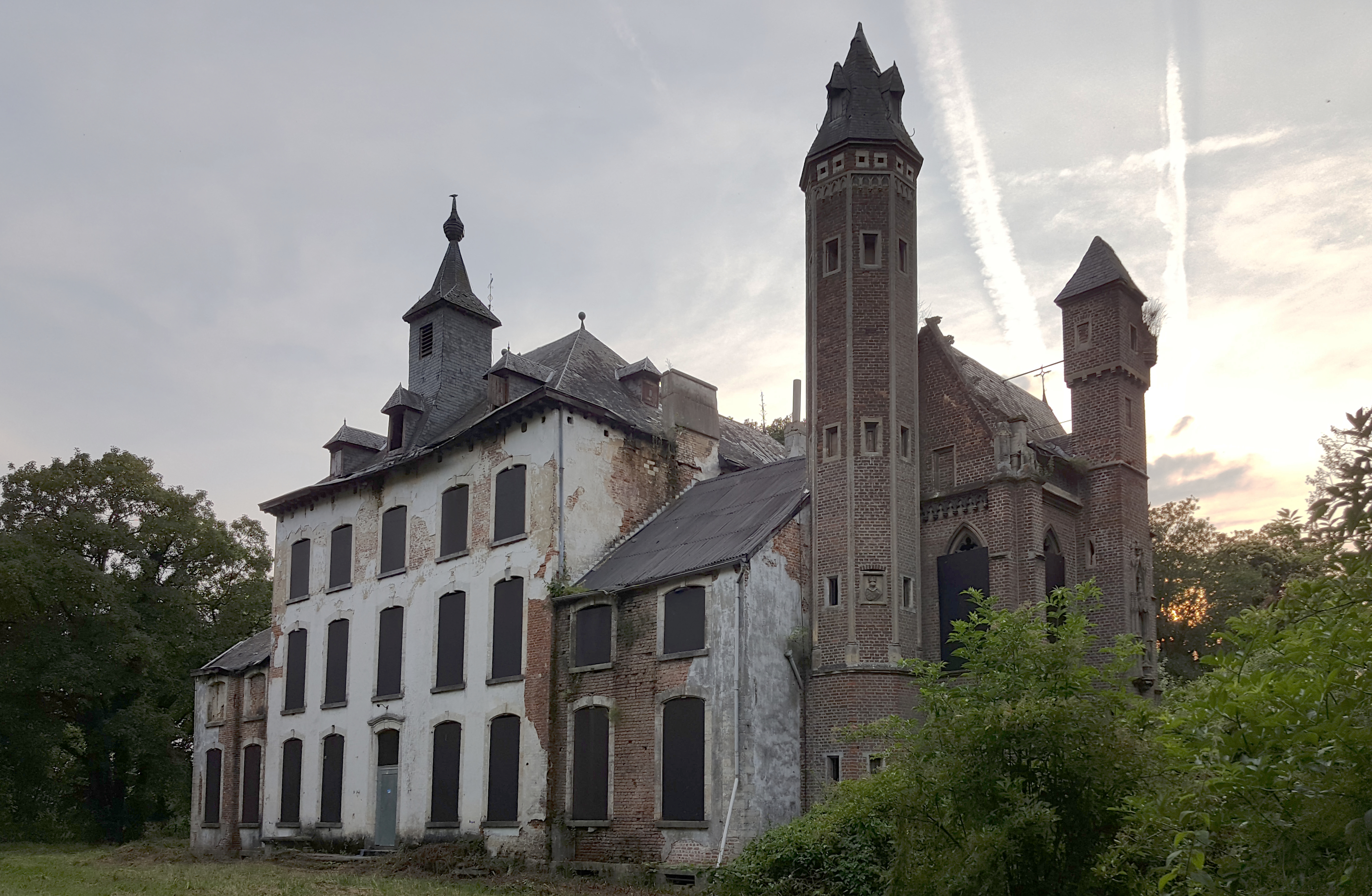
Kasteel Hogemeyer